# Nagari Tiku Selatan
Nagari Tiku Selatan is een bestuurslaag in het regentschap Agam van de provincie West-Sumatra, Indonesië. Nagari Tiku Selatan telt 11.861 inwoners (volkstelling 2010).